# 九龙河 (富群河)
九龙河，位于中国广西壮族自治区贺州市昭平县境内，是富群河右岸支流，发源于昭平县北陀镇猫儿顶，中上游有白鸽、山秀、观音、盐洞、木皮、平恩、西蒙、大赦、良佑溪九条冲溪，俗称“九冲”，雅称“九龙”。九条溪水汇合后干流向南流经北陀镇善政村、富罗镇思乐村、石齿村，最后于三合村汇入富群河。河长62千米，落差350米，流域面积411平方千米。